# Toyota Avensis Verso
Toyota Avensis Verso var en stor MPV fra Toyota, som kom på markedet i august 2001 som efterfølger for Toyota Picnic. Ligesom forgængeren hed bilen Toyota Ipsum i Asien, og varebilsudgaven hed i Danmark Toyota SportsVan.
Avensis Verso var baseret på den store mellemklassebil Toyota Avensis. Med en udvendig længde på 4,65 m var modellen lidt større end forgængeren, for at kunne konkurrere med Honda Odyssey. Bilen kunne enten have fem, seks eller syv siddepladser. Motorprogrammet omfattede en 2,0-liters benzinmotor med 110 kW (150 hk) samt en ligeledes 2,0-liters turbodieselmotor med 85 kW (116 hk). Da reservehjulet var monteret under bunden af bilen, var der et stort bagagerum til rådighed.
I oktober 2003 gennemførtes flere ændringer med forbedring af det ind- og udvendige design.
I midten af 2005 indstilledes den venstrestyrede version. Avensis Verso kunne fra da af i Europa kun fås i lande med venstrekørsel som f.eks. Storbritannien.
På grund af de lave styktal af både den mindre Corolla Verso samt Avensis Verso udviklede Toyota Toyota Verso, som i foråret 2009 afløste begge modeller i Europa.

## Tekniske specifikationer
| Model              | Cylindre | Ventiler | Slagvolume cm³ | Max. effekt kW (hk) / omdr. | Max. drejningsmoment Nm / omdr. | 0-100 km/t sek. | Topfart km/t |
| ------------------ | -------- | -------- | -------------- | --------------------------- | ------------------------------- | --------------- | ------------ |
| 2.0 VVT-i (benzin) | 4        | 16       | 1998           | 110 (150) / 6000            | 192 / 4000                      | 11,4            | 192          |
| 2.0 D4-D (diesel)  | 4        | 16       | 1995           | 85 (116) / 4000             | 250 / 1800                      | 12,5            | 180          |